# Le Chant des survivants
Le Chant des survivants est un chant révolutionnaire dont le titre original allemand est Im Kampf fur Völk und Freiheit, « Le combat pour le Peuple et la Liberté », d'après le nom allemand du tableau d'Eugène Delacroix la Liberté guidant le Peuple. Cette chanson est parfois également appelée Im Kerker zu Tode gemartert, « Torturé à mort en prison », d'après son premier vers.
Il existe un chant choral révolutionnaire de ce nom, possiblement d'origine russe, daté de 1876. L'ouvrage Lieder von Not und Hoffnung, Arbeit und Kampf, antifaschistische und neuere Lieder (Jestrabek, Heiner, 1956 / Heidenheim : Edition Spinoza, 2017) indique de son côté une musique d'Edelshtat et des paroles de Rosa Luxembourg.
La tradition militante attribue à ce chant la mémoire d'un étudiant révolutionnaire du nom de Tchernichev, mort en prison sous la torture, ce qui tendrait à renforcer l'hypothèse d'une origine russe.
Le chant dépasse les frontières de l'Allemagne à l'occasion de la Guerre d'Espagne, durant laquelle il est popularisé par Ernst Busch, acteur et chanteur allemand engagé dans les Brigades internationales, qui l'interprète sur Radio Madrid et l'enregistre sur disque. La popularité de son interprétation lui vaut alors de s'en voir attribuer la paternité. Paroles et musique figurent, souvent anonymement, dans des « carnets de chants » militants de l'époque. On retrouve ainsi cette version allemande sur une partition datée de 1936 indiquant en espagnol qu'il s'agit d'une « antique chanson de la Russie tsariste, favorite de Lénine » et affublée du portrait de Maxime Gorki (orthographié pour l'occasion « Maxim Gorky »).
La chanson, traduite en russe par G. Matchtet, est au répertoire des Chœurs de l'armée rouge,.
Le chant est entonné lors de l'enterrement de Gilles Tautin, le 15 juin 1968, au cimetière des Batignolles[réf. souhaitée].

## Paroles
Version originale
I

Im Kerker zu Tode gemartert

Vom Feinde in ohnmächt´ger Wut.

Im Kampf für das Volk und die Freiheit

Gabst du dein Leben, dein Blut

II

Dein Leben war Sorge und Kummer

Das Heimatland liebtest du treu

Sie konnten den Geist dir nicht brechen

Sie brachen das Herz dir entzwei

III

Es fiel keine Träne der Trauer

Als wir dich senkten hinab

Wir standen, geballt unsre Fäuste

Als deine Rächer am Grab

IV

Wir glauben so fest, wie du glaubtest

Daß uns einst die Zukunft gehört

Wir wissen, daß morgen die Freiheit

Die Kerkermauern zerstört
Version française
I

Usé et tombé à la tâche,

Vaincu, tu terrasses la mort.

Lié et tué par des lâches,

Victoire, c'est toi le plus fort, plus fort,

Victoire, c'est toi le plus fort.

II

Sans gestes, sans gerbes, sans cloches,

En homme, ni pleurs ni soupirs,

Tes vieux camarades, tes proches,

Te mirent en terre martyr, martyr

Te mirent en terre martyr.

III

La terre, ton lit de parade.

Un tertre sans fleurs et sans croix,

Ta seule oraison, camarade.

Vengeance, vengeance pour toi, pour toi,

Vengeance, vengeance pour toi.